# Chauna torquata
Il kamichi meridionale (Chauna torquata Oken, 1816), noto anche come kamichi crestato, è un uccello della famiglia Anhimidae.

## Descrizione
Misura, in media, da 83 a 95 cm di lunghezza e pesa 4-4,5 kg..

## Distribuzione e habitat
È diffuso in Perù, Bolivia, Paraguay, Uruguay, Brasile e Argentina.
Vive nelle paludi tropicali e sub-tropicali, negli estuari e nelle rive.

## Alimentazione
La sua dieta consiste gambi di piante acquatiche, semi, bacche e  piccoli invertebrati.

## Galleria d'immagini

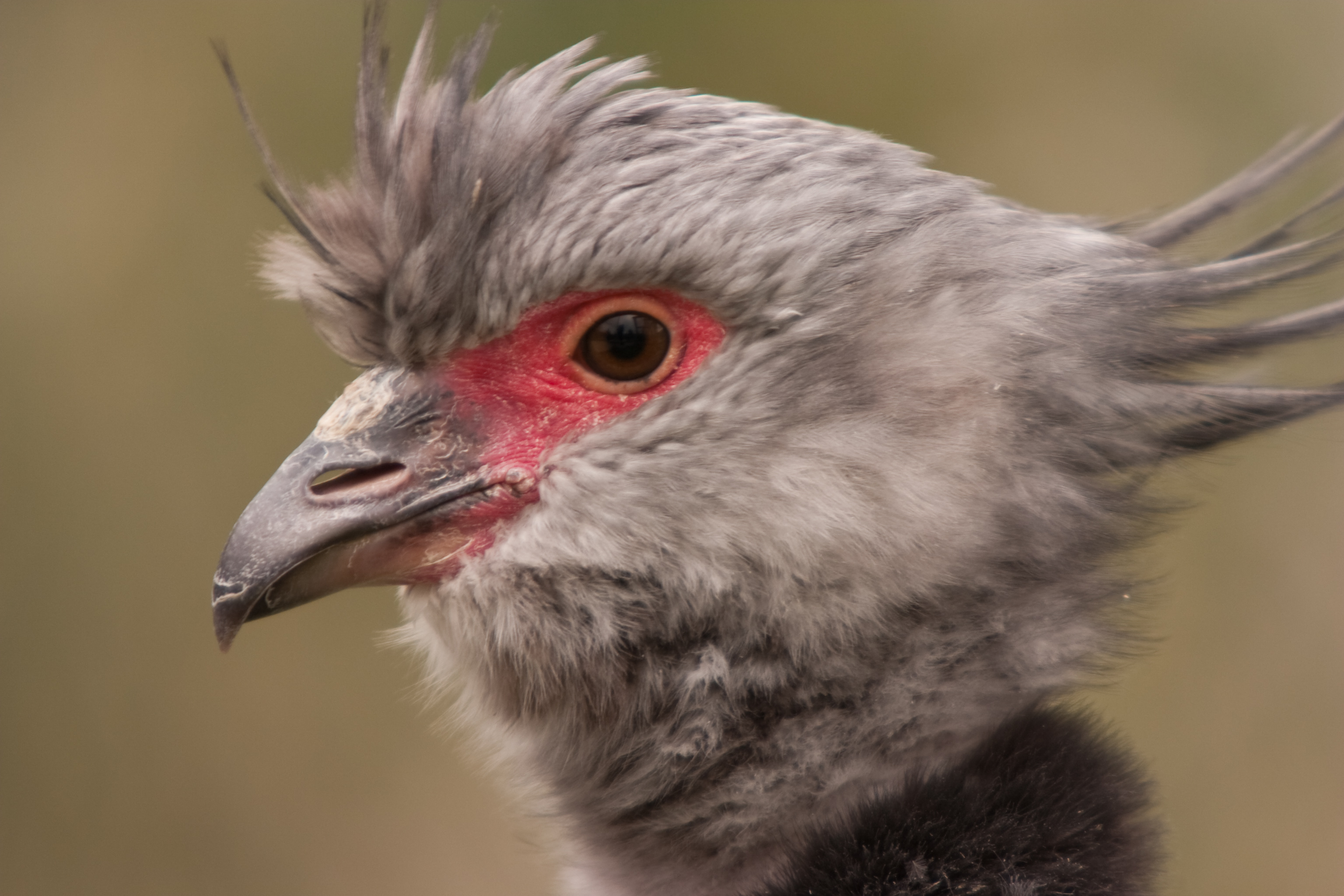
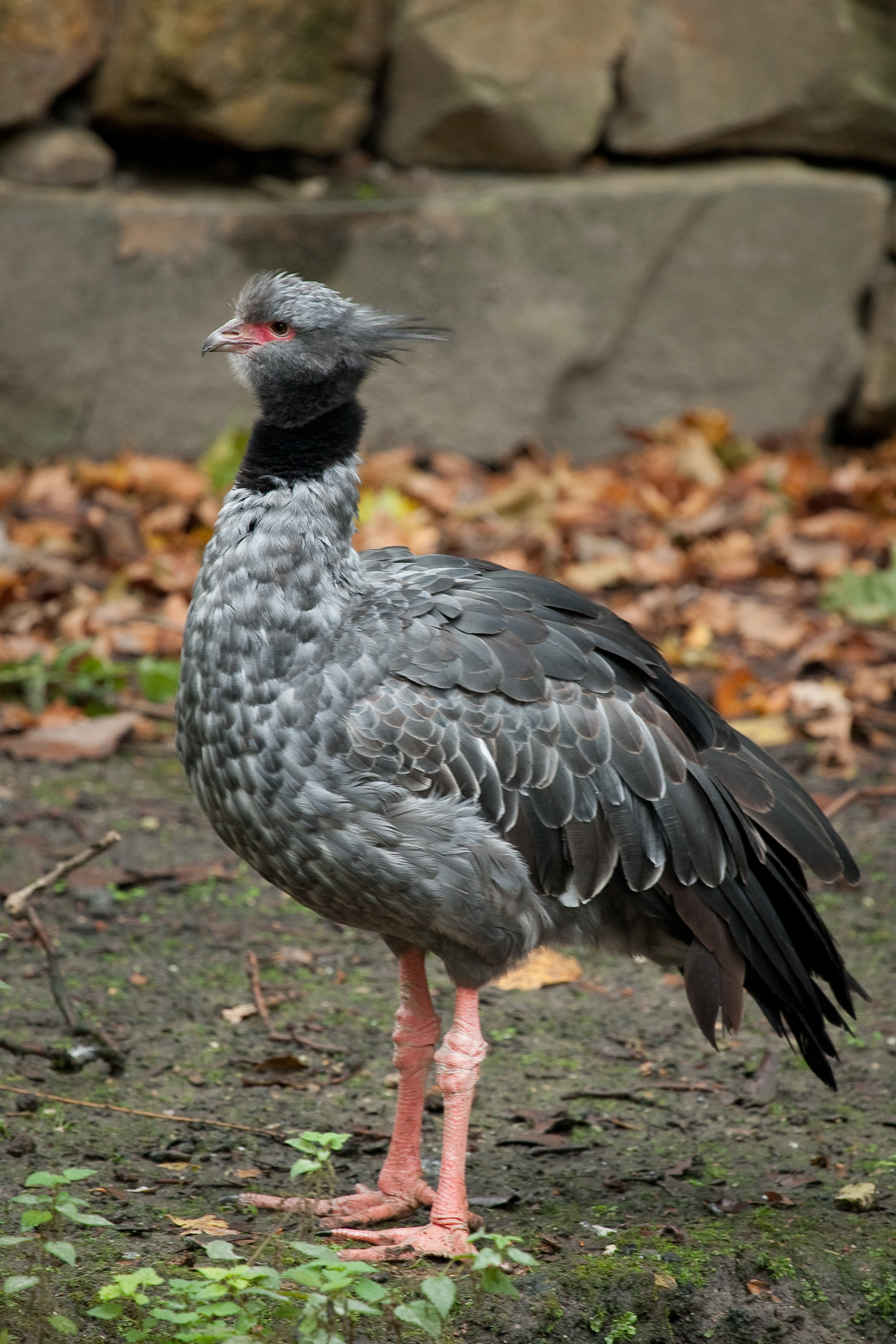